# Audience solennelle
Pour les articles homonymes, voir Audience.
L'audience solennelle d'une juridiction est une réunion rassemblant l'ensemble des magistrats des cours et des tribunaux durant la première quinzaine du mois de janvier, généralement. Dans la cour d'appel de Saint-Denis-de-la-Réunion et dans les tribunaux de son ressort, la réunion est tenue pendant la première quinzaine de février .
Les nouveaux magistrats y prêtent serment, ainsi que les avocats nouvellement inscrits au barreau. À cette occasion, un exposé de l'activité de la juridiction durant l'année passée, est fait. Dans les cours d'appel, l'exposé peut avoir lieu après "un discours portant sur un sujet d'actualité ou sur un sujet d'intérêt juridique ou judiciaire".
Après cassation avec renvoi d'un arrêt, le premier président de la cour d'appel peut renvoyer l'affaire à l'audience solennelle " si la nature ou la complexité de celle-ci le justifie",.
L'audience solennelle est seule compétente en ce qui concerne le contentieux des élections au Conseil national des barreaux et aux conseils de l'ordre et des élections des bâtonniers, ainsi qu'en ce qui concerne les recours portés contre les décisions et délibérations de l'ordre,.